# Veiligheidsinformatieblad
Een veiligheidsinformatieblad is een gestructureerd document met informatie over de risico's van een gevaarlijke stof of preparaat en met aanbevelingen voor het veilig gebruik ervan op het werk.
Deze term wordt specifiek gebruikt voor het Europese systeem van veiligheidsinformatiebladen. Het Europese systeem wijkt in een aantal secties af van het Amerikaanse systeem van Material Safety Data Sheet (MSDS) en van de chemische informatiebladen van de International Chemical Safety Card (ICSC).
Wie als producent, importeur of verdeler een gevaarlijke stof of preparaat in de handel brengt, moet aan de professionele gebruiker ervan een veiligheidsinformatieblad verstrekken. De bedoeling is dat deze laatste:
- weet welke gevaarlijke chemische agentia op de werkplek aanwezig zijn;
- weet welke risico's aan het gebruik ervan zijn verbonden voor de veiligheid en de gezondheid van de werknemers en voor het milieu;
- de nodige maatregelen kan treffen voor de bescherming van de gezondheid, de veiligheid en het milieu op het werk.

Veiligheidsinformatiebladen zijn dus niet bedoeld voor privé-personen die dergelijke producten kopen voor eigen gebruik: hiervoor dienen de etikettering op de verpakking en de eventuele bijgesloten gebruiksvoorschriften.
Veel bedrijven stellen tegenwoordig de veiligheidsinformatiebladen van hun producten ook ter beschikking op hun website.

## Geschiedenis
In de loop der jaren verstrekten de producenten van chemicaliën informatie aan hun klanten, over de gevaren van hun producten en de veilige omgang ermee, voor zover gekend. Dit konden zowel zeer summiere als zeer uitgebreide documenten zijn, waarvoor termen als "chemical data sheet" of "chemical safety data sheet" werden gebruikt. De eerste Amerikaanse reglementering waarin de term "material safety data sheet" voorkomt dateert van 1968 en was oorspronkelijk enkel bedoeld voor gebruik in de scheepsbouw. Sedert 1986 is er een algemene reglementering van kracht die werd uitgevaardigd door de Occupational Safety and Health Administration (OSHA). Deze bepaalt onder meer voor welke producten een MSDS nodig is, welke informatie erin moet voorkomen en onder welke vorm.
In de Europese Unie werd het systeem van specifieke informatie via 'veiligheidsinformatiebladen' ingesteld bij richtlijn 91/155/EEG van 5 maart 1991, laatst gewijzigd door richtlijn 2001/58/EG van 27 juli 2001. Deze richtlijn is inmiddels ingetrokken en vervangen door Artikel 31 en Bijlage II van de REACH-verordening van 18 december 2006.
Ook in andere delen van de wereld, onder meer Canada en Australië, is een gelijkaardige regelgeving van kracht.
Deze regelgeving liep in de pas met een groeiende vraag in de industrie of de gebruikte stoffen wel veilig waren. De bekende desastreuze gezondheidseffecten als gevolg van onder meer verwerking van bv. asbest en oplosmiddelenhoudende producten hebben de vraag naar toxicologische informatie doen toenemen. Om hierop in te spelen was informatie over de gebruikte stoffen nodig. Paracelsus zei al dat elke stof giftig is, enkel de dosis bepaalt of het niet giftig is. (Al zijn van sommige stoffen wel heel kleine hoeveelheden toereikend voor een gegarandeerd fataal verloop.) Een van de gegevens die arbeidshygiënisten nodig hebben om te verifiëren of het werken met stoffen veilig gebeurt, is de dosis die gezien wordt als grenswaarde. Deze plafondwaarde wordt vastgesteld na wetenschappelijk onderzoek en beleidsmatige overwegingen.
De MAC-waarde, ofwel Maximaal Aanvaarde Concentratie is de concentratie van een stof waarvan gezegd kan worden dat deze acceptabel is voor een werker, man of vrouw, om gedurende het gehele werkende leven elke dag 8 uur lang aan blootgesteld te worden.

## Inhoud van een veiligheidsinformatieblad
Volgens de Europese richtlijnen, opgenomen in Bijlage II bij REACH, bestaat een veiligheidsinformatieblad uit zestien rubrieken. De structuur van een Amerikaanse Material Safety Data Sheet (MSDS) is niet dezelfde, hoewel de informatie die erin moet verstrekt worden wel gelijkaardig is.
1. Identificatie van de stof of het preparaat en van de vennootschap/onderneming (incl. een telefoonnummer voor noodgevallen)
2. Identificatie van de gevaren (hier worden de risico's voor mens en milieu, en eventuele bijzondere gevaren, beschreven)
3. Samenstelling en informatie over de bestanddelen (dit om de ontvanger toe te laten de gevaren van de bestanddelen van het preparaat te kunnen identificeren. De gevaren van het preparaat zelf moeten onder rubriek 2 worden vermeld.)
4. Eerstehulpmaatregelen (is onmiddellijke medische verzorging nodig; welke zijn de symptomen en nodige maatregelen bij blootstelling – inademing; contact met de huid; contact met de ogen; inslikken)
5. Brandbestrijdingsmaatregelen (geschikte/ongeschikte blusmiddelen; gevaarlijke ontledingsproducten; beschermingsmiddelen)
6. Maatregelen bij accidenteel vrijkomen van de stof of het preparaat (reinigingsmethoden; milieuvoorzorgen; persoonlijke voorzorgen)
7. Hanteren en opslag (wat te doen of juist niet te doen om het product veilig te hanteren en op te slaan)
8. Maatregelen ter beheersing van blootstelling/persoonlijke bescherming (technische beheersmaatregelen; persoonlijke bescherming – algemeen/ademhalingswegen/handen/ogen/huid)
9. Fysische en chemische eigenschappen (vorm, geur, kleur; belangrijke gegevens zoals relatieve dichtheid; viscositeit; kookpunt; smeltpunt; vlampunt; ontvlambaarheid; zelfontbrandingstemperatuur; explosiegrenzen; relatieve dampdichtheid; dampspanning; oplosbaarheid in water ...)
10. Stabiliteit en reactiviteit (gevaarlijke ontledingsproducten; te vermijden omstandigheden; te vermijden stoffen)
11. Toxicologische informatie (acute en chronische toxiciteit; symptomen verbonden aan het gebruik)
12. Ecologische informatie (gedrag en effecten van de stof in lucht, water of bodem; persistentie en afbraak, bioaccumulatie ...)
13. Instructies voor verwijdering (incl. afvalverwerking)
14. Informatie met betrekking tot het vervoer (land/zee/lucht/spoor)
15. Wettelijk verplichte informatie (Etikettering in overeenstemming met EG-richtlijnen, met vermelding van gevaren en de betrokken H- en P-zinnen, eventuele bijzondere nationale verplichtingen)
16. Overige informatie (lijst van alle in de VIB genoemde H- en P-zinnen; opleidingsadviezen; bronnen van de informatie